# 崎田恭平
﨑田 恭平（さきた きょうへい、1979年（昭和54年）5月22日 - ）は、日本の政治家。前宮崎県日南市長（2期）。

## 来歴
宮崎県日南市出身。日南市立吉野方小学校、日南市立飫肥中学校、宮崎第一高等学校卒業。2003年（平成15年）3月、九州大学工学部エネルギー科学科卒業。大学時代は、ボランティアサークルに所属し、福岡県大刀洗町にある児童養護施設で子どもたちに勉強を教えるなどの活動をしていた。その中で「どんな家庭に生まれても、同じスタートラインに立つことができる社会づくりをしなければならない」を感じ、政治家を志した。
2004年（平成16年）4月、宮崎県庁に入庁。厚生労働省に1年間研修生として勤務した。出向期間に日南市長選挙に立候補を決めた。2012年（平成24年）8月、県庁を退職。
2013年（平成25年）4月14日執行の日南市長選挙に無所属で出馬。現職の谷口義幸、前宮崎県議の外山衛ら2人の候補者を破り、初当選。
2017年（平成29年）、会社経営者の新人を破り再選。
2020年（令和2年）10月12日、次期市長選挙の不出馬を表明した。

## 市政

### 観光振興
日南市が行っているクルーズ船誘致による観光振興策は、2016年9月に行われた安倍晋三首相の所信表明演説 の中でも紹介され、全国的にも大きな注目を集めた。
JALと組んで世界の100万人以上にFacebookで観光PRを展開したり、遊休スペースを貸借するウェブサイトで市長室を時間貸しできるような企画を立てたりするなど、独自の取り組みを多数行った。

### マーケティング専門官を設置
日南市の魅力を市外に発信し、市内雇用の拡大を目指すために、マーケティング専門官を設置。地場産品の市場開拓や新しい企業の誘致に取り組んでいる。
田鹿倫基は、市街地の日南市テクノセンター内にインキュベーション室を、歴史的な「油津赤レンガ館」に仕事ができるオープンスペース「コワーキングスペース」を設置するなどの環境整備を行っている。

### テナントミックスサポートマネージャーの設置
2013年6月、油津商店街の活性化を目的として、テナントミックスサポートマネージャーを設置した。全国から333名の応募があり、テナントミックスサポートマネージャーには、日南市に住みながら油津商店街に4か年で20店舗を誘致するというノルマが示されており、委託費が市長報酬よりも高額となる月90万円という公募内容でも話題になった。

### ボケてとのコラボレーション
2014年2月、画像に面白コメントを付けて楽しむサイト「ボケて（bokete）」とコラボレーションを行なった。日南市のゆるキャラ「にちなんぢゃさま」や特産品、観光名所等を同サービスのお題にすることで日南市をPR。クルージングやカツオなど日南市にゆかりのあるものを景品とした。

### クラウドファンディングの活用
2014年4月、日南の地域資源である飫肥杉を世界にPRするためにクラウドファンディングを行なった。212人からの支援で325万円集め、ニューヨークギフトショー進出を行なった。

### クラウドワークスとのコラボレーション
2015年1月、在宅で仕事を行うクラウドソーシングを推進するために、クラウドワークスと協働し、就労支援プロジェクトを行なった。

### 「鯉ダンス」動画
広島東洋カープの春季キャンプ地となってる日南市では、カープのセ・リーグ優勝にあわせて﨑田がカープのユニホームを着て、TBSで放送されたドラマ「逃げるは恥だが役に立つ」の作中で使われている「恋ダンス」を踊る様子をYouTubeに投稿した。動画は、選手のバットなどを展示する市内の「油津カープ館」などで撮影され、日南市をPRするものとなっている。

### 「夫婦円満都市」推進プロジェクト LION×日南市
2016年8月には、ライオンと協定を結び、家庭内の家事シェアで、夫婦共に働きやすく、子育てしやすい都市を目指すことによって、女性の就業促進効果、世帯収入の増加、出生率への効果を図った。 

### 「夫婦会議推進プロジェクト」
2018年11月、Logista株式会社と協定を結び、誰にでも起こりうる産後の危機を乗り越え、子どもたちによりよい家庭環境を創り出していける夫婦であふれるまちをめざす取り組みを行うと発表した。

### 「空き家の利活用を通じた地域活性化連携」
2018年3月、株式会社LIFLLと協定を結び、地域の担い手を巻き込み、家財整理及び廃材・古道具を活用するリユース等を推進し、空き家の放置を防ぎ、空き家が活用されやすい仕組みの構築を目指す取り組みを行うと発表した。

### 「デンケンウィーク」
2018年10月、飫肥ならではの武家屋敷や自然風景をステージにした、アート展示や食のイベント、音楽祭、マルシェなどが行われた。

### 「日南市移職住プロジェクト」
2019年1月、株式会社BlueAgencyと協定を結び、WEB面接を活用した、日南市への移住促進と市内企業の人材確保を行った。福岡在住の男性四人組が日南市に移住し、起業に向け活動中である。

### 「全国初 日南でバスハウスの実証実験」
2019年2月、株式会社アオイエと共同で、バスを改装した居住施設「バスハウス」の実証実験を実施。

### イクボス宣言
二児の父である崎田は、男性が残業を控えて育児に積極的に参加する「ゆうパパ運動（夕方からパパ行動運動）」の呼びかけを行い、宮崎県知事と県内25市町村長と共に、子育てに理解のある上司となる「イクボス宣言」をした。

## 不祥事

### LINE誤送信・セクハラ問題
2016年12月30日、出張先の大分市からインスタントメッセンジャー「LINE」で、インフルエンザで療養していた市役所の女性職員に宛てた私的メッセージを誤って複数の職員からなるLINEグループに送った。メッセージは「えりと会いたかったな（チュッ(顔文字)）フフ（中略）ダブルハートマーク」（一部抜粋）であった。一斉にメンバーを退会させるも、受信相手の誰かがこの画像をインターネット上に投稿。履歴画像が2017年2月上旬、インターネット上に流出した。市の公式Facebookに批判や事実説明を求める書き込みがあったり、市役所に同様の電話があったことから、崎田は市議会の懇談会で経緯を説明し「市議会や市民には心配、ご迷惑を掛け申し訳ない」と謝罪した。また、取材に「不適切な関係ではない。（女性職員が否定しており）セクハラ、パワハラでもない」と述べたが、そもそも女性職員が否定せざるを得ない状況がすでにパワハラであるとの指摘も上がっている。

### 副市長が談合により逮捕
﨑田は初当選直後の2013年6月、建設課長だった田中利郎を副市長に選任。
2021年1月19日、宮崎県警は官製談合防止法違反などの疑いで、田中と、日南地区建設業協会長で小野建設社長の小野耕嗣を逮捕した。田中は2020年10月9日、市役所であった曽和田線道路改良工事の指名競争入札で、小野からの依頼に基づき特定の業者を指名業者から排除したうえ、予定価格の391万2728円に近い額で別の業者に入札させ落札させた疑いがある。落札率は98.4％。逮捕日の2021年1月19日、市議会は全員協議会を開き、﨑田に詳しい説明を求めたが、﨑田は「詳細は聞いてない」と答えた。3月18日、市議会は本会議にて、﨑田の任命責任を問う問責決議案の採決を行い、可否同数となり、議長裁決で可決した。